# Список руководителей прокуратуры России и СССР
Генеральный прокурор Российской Федерации — высшее должностное лицо в системе российской прокуратуры. Назначается на должность и освобождается от должности Советом Федерации по представлению президента Российской Федерации. Срок полномочий — 5 лет.
Генеральный прокурор руководит системой прокуратуры, непосредственно возглавляет Генеральную прокуратуру Российской Федерации, издаёт приказы, указания, распоряжения, положения и инструкции, обязательные для исполнения всеми работниками органов и учреждений прокуратуры, а также назначает на должность прокуроров субъектов Российской Федерации, прокуроров городов и районов.
Должность главы прокуратуры за всю историю занимали 75 человек. С 22 января 2020 года должность занимает генерал-лейтенант юстиции Игорь Викторович Краснов.
В настоящем списке в хронологическом порядке представлены все лица, являвшиеся в разное время руководителями прокуратуры. Список содержит информацию о годах жизни, сроке полномочий, наименование ведомства и должности.

## Российская империя
Российская прокуратура была образована Указом Петра I от 12 января 1722 года. В Указе от 27 апреля 1722 года «О Должности генерал-прокурора» устанавливались основные полномочия генерал-прокурора по надзору за Сенатом и руководству подчинёнными органами. С 1802 года институт прокуратуры стал составной частью вновь образованного Министерства юстиции, а должность министра стала совмещаться с должностью генерал-прокурора.
| Портрет                          | Имя                                       | Годы жизни              | Срок полномочий         | Ведомство                                    | Должность, звание                                                    | И.          |
|                                  | граф Павел Иванович Ягужинский            | 1683 — 06.04.1736       | 18.01.1722 — 06.04.1736 | Канцелярия Сената                            | Генерал-прокурор                                                     | [ 6 ] [ 7 ] |
| Вакансия 06.04.1736 — 28.04.1740 |                                           |                         |                         |                                              |                                                                      |             |
|                                  | князь Никита Юрьевич Трубецкой            | 26.05.1699 — 16.10.1767 | 28.04.1740 — 15.08.1760 | Канцелярия Сената                            | Генерал-прокурор                                                     | [ 8 ]       |
|                                  | князь Яков Петрович Шаховской             | 08.10.1705 — 23.07.1777 | 15.08.1760 — 25.12.1761 | Канцелярия Сената                            | Генерал-прокурор                                                     | [ 9 ]       |
|                                  | Александр Иванович Глебов                 | 26.08.1722 — 02.06.1790 | 25.12.1761 — 03.02.1764 | Канцелярия Сената                            | Генерал-прокурор                                                     | [ 10 ]      |
|                                  | князь Александр Алексеевич Вяземский      | 03.08.1727 — 08.01.1793 | 03.02.1764 — 17.09.1792 | 1-й департамент Сената                       | Генерал-прокурор                                                     | [ 11 ]      |
|                                  | граф Александр Николаевич Самойлов        | 1744 — 1814             | 17.09.1792 — 04.12.1796 | 1-й департамент Сената                       | Генерал-прокурор                                                     | [ 12 ]      |
|                                  | князь Алексей Борисович Куракин           | 19.09.1759 — 30.12.1829 | 04.12.1796 — 08.08.1798 | 1-й департамент Сената                       | Генерал-прокурор, заведующий Тайной экспедицией                      | [ 13 ]      |
|                                  | светлейший князь Пётр Васильевич Лопухин  | 1753 — 06.04.1827       | 08.08.1798 — 07.07.1799 | 1-й департамент Сената                       | Генерал-прокурор, заведующий Тайной экспедицией                      | [ 14 ]      |
|                                  | Александр Андреевич Беклешов              | 01.03.1743 — 24.07.1808 | 07.07.1799 — 02.02.1800 | 1-й департамент Сената                       | Генерал-прокурор, заведующий Тайной экспедицией                      | [ 15 ]      |
|                                  | Пётр Хрисанфович Обольянинов              | 1752 — 22.09.1841       | 02.02.1800 — 16.03.1801 | 1-й департамент Сената                       | Генерал-прокурор, заведующий Тайной экспедицией                      | [ 16 ]      |
|                                  | Александр Андреевич Беклешов              | 01.03.1743 — 24.07.1808 | 16.03.1801 — 08.09.1802 | 1-й департамент Сената                       | Генерал-прокурор, заведующий Тайной экспедицией                      | [ 15 ]      |
|                                  | Гавриил Романович Державин                | 03.07.1743 — 08.07.1816 | 08.09.1802 — 07.10.1803 | 1-й департамент Сената, Министерство юстиции | Генерал-прокурор, министр юстиции                                    | [ 17 ]      |
|                                  | светлейший князь Пётр Васильевич Лопухин  | 1753 — 06.04.1827       | 07.10.1803 — 01.01.1810 | 1-й департамент Сената, Министерство юстиции | Генерал-прокурор, министр юстиции                                    | [ 14 ]      |
|                                  | Иван Иванович Дмитриев                    | 10.09.1760 — 03.10.1837 | 01.01.1810 — 30.08.1814 | 1-й департамент Сената, Министерство юстиции | Генерал-прокурор, министр юстиции                                    | [ 18 ]      |
|                                  | Дмитрий Прокофьевич Трощинский            | 1754 — 26.02.1829       | 30.08.1814 — 25.08.1817 | 1-й департамент Сената, Министерство юстиции | Генерал-прокурор, министр юстиции                                    | [ 19 ]      |
|                                  | князь Дмитрий Иванович Лобанов-Ростовский | 20.09.1758 — 25.07.1838 | 25.08.1817 — 18.10.1827 | 1-й департамент Сената, Министерство юстиции | Генерал-прокурор, министр юстиции, генерал                           | [ 20 ]      |
|                                  | князь Алексей Алексеевич Долгоруков       | 14.05.1767 — 11.08.1834 | 18.10.1827 — 20.09.1829 | 1-й департамент Сената, Министерство юстиции | Генерал-прокурор, министр юстиции                                    | [ 21 ]      |
|                                  | Дмитрий Васильевич Дашков                 | 29.12.1784 — 26.11.1839 | 20.09.1829 — 14.02.1839 | 1-й департамент Сената, Министерство юстиции | Генерал-прокурор, министр юстиции                                    | [ 22 ]      |
|                                  | граф Дмитрий Николаевич Блудов            | 05.04.1758 — 19.02.1864 | 15.02.1839 — 31.12.1839 | 1-й департамент Сената, Министерство юстиции | Генерал-прокурор, министр юстиции                                    | [ 23 ]      |
|                                  | граф Виктор Никитич Панин                 | 28.03.1801 — 12.04.1874 | 31.12.1839 — 1840       | 1-й департамент Сената, Министерство юстиции | Генерал-прокурор, министр юстиции                                    | [ 24 ]      |
|                                  | Николай Матвеевич Логинов                 | н/д                     | 1840 — 1840             | 1-й департамент Сената, Министерство юстиции | Исполняющий обязанности генерал-прокурора и министра юстиции         |             |
|                                  | граф Виктор Никитич Панин                 | 28.03.1801 — 12.04.1874 | 1840 — 21.10.1862       | 1-й департамент Сената, Министерство юстиции | Генерал-прокурор, министр юстиции                                    | [ 24 ]      |
|                                  | Дмитрий Николаевич Замятнин               | 31.01.1805 — 19.10.1881 | 21.10.1862 — 16.04.1867 | 1-й департамент Сената, Министерство юстиции | Генерал-прокурор, министр юстиции (до 01.01.1864 управляющий делами) | [ 25 ]      |
|                                  | князь Сергей Николаевич Урусов            | 1816 — 13.01.1883       | 16.04.1867 — 15.10.1867 | 1-й департамент Сената, Министерство юстиции | Генерал-прокурор, министр юстиции                                    | [ 26 ]      |
|                                  | граф Константин Иванович Пален            | 12.01.1833 — 02.05.1912 | 15.10.1867 — 30.05.1878 | 1-й департамент Сената, Министерство юстиции | Генерал-прокурор, министр юстиции (до 31.03.1868 управляющий делами) | [ 27 ]      |
|                                  | Дмитрий Николаевич Набоков                | 18.06.1827 — 15.03.1904 | 30.05.1878 — 06.11.1885 | 1-й департамент Сената, Министерство юстиции | Генерал-прокурор, министр юстиции                                    | [ 28 ]      |
|                                  | Николай Авксентьевич Манасеин             | 09.11.1835 — 16.09.1895 | 06.11.1885 — 01.01.1894 | 1-й департамент Сената, Министерство юстиции | Генерал-прокурор, министр юстиции                                    | [ 29 ]      |
|                                  | Николай Валерианович Муравьёв             | 27.09.1850 — 01.12.1908 | 01.01.1894 — 01.01.1905 | 1-й департамент Сената, Министерство юстиции | Генерал-прокурор, министр юстиции (до 17.04.1894 управляющий делами) | [ 30 ]      |
|                                  | Сергей Сергеевич Манухин                  | 27.09.1856 — 1921       | 21.01.1905 — 16.12.1905 | 1-й департамент Сената, Министерство юстиции | Генерал-прокурор, министр юстиции                                    | [ 31 ]      |
|                                  | Михаил Григорьевич Акимов                 | 08.11.1847 — 09.08.1911 | 16.12.1905 — 24.04.1906 | 1-й департамент Сената, Министерство юстиции | Генерал-прокурор, министр юстиции                                    | [ 32 ]      |
|                                  | Иван Григорьевич Щегловитов               | 13.02.1861 — 05.09.1918 | 24.04.1906 — 06.07.1915 | 1-й департамент Сената, Министерство юстиции | Генерал-прокурор, министр юстиции                                    | [ 33 ]      |
|                                  | Александр Алексеевич Хвостов              | 08.01.1857 — 23.11.1922 | 06.07.1915 — 07.07.1916 | 1-й департамент Сената, Министерство юстиции | Генерал-прокурор, министр юстиции                                    | [ 34 ]      |
|                                  | Александр Александрович Макаров           | 07.07.1857 — 1919       | 07.07.1916 — 20.12.1916 | 1-й департамент Сената, Министерство юстиции | Генерал-прокурор, министр юстиции                                    | [ 35 ]      |
|                                  | Николай Александрович Добровольский       | 10.03.1854 — 21.10.1918 | 20.12.1916 — 28.02.1917 | 1-й департамент Сената, Министерство юстиции | Генерал-прокурор, министр юстиции                                    | [ 36 ]      |

## Временное правительство
| Портрет | Имя                           | Годы жизни              | Срок полномочий         | Ведомство                                    | Должность                                             | И.     |
|         | Александр Фёдорович Керенский | 22.04.1881 — 11.06.1970 | 02.03.1917 — 05.05.1917 | 1-й департамент Сената, Министерство юстиции | Генерал-прокурор, министр юстиции                     | [ 37 ] |
|         | Павел Николаевич Переверзев   | 1871 — 1944             | 05.05.1917 — 06.07.1917 | 1-й департамент Сената, Министерство юстиции | Генерал-прокурор, министр юстиции                     | [ 38 ] |
|         | Иван Николаевич Ефремов       | 06.01.1866 — 1933       | 10.07.1917 — 24.07.1917 | 1-й департамент Сената, Министерство юстиции | Генерал-прокурор, министр юстиции                     | [ 39 ] |
|         | Александр Сергеевич Зарудный  | 19.08.1863 — 30.11.1934 | 25.07.1917 — 02.09.1917 | 1-й департамент Сената, Министерство юстиции | Генерал-прокурор, министр юстиции                     | [ 40 ] |
|         | Александр Алексеевич Демьянов | 1865 — 1925             | 03.09.1917 — 25.09.1917 | 1-й департамент Сената, Министерство юстиции | Генерал-прокурор, управляющий делами министра юстиции |        |
|         | Павел Николаевич Малянтович   | 1869 — 22.01.1940       | 25.09.1917 — 25.10.1917 | 1-й департамент Сената, Министерство юстиции | Генерал-прокурор, министр юстиции                     | [ 41 ] |

## СССР
В ноябре 1917 года Советом народных комиссаров был принял Декрет о суде № 1, согласно которому упразднялись существующие до Революции суды, институты судебных следователей и прокурорского надзора. На протяжении 5 лет прокурорского надзора в стране не существовало, и только в мае 1922 года постановлением ВЦИК было принято «Положение о прокурорском надзоре», учредившее Государственную прокуратуру в составе Народного комиссариата юстиции. В ноябре 1923 года была образована Прокуратура Верховного Суда СССР, а в июне 1933 года Прокуратура СССР.
| Портрет | Имя                           | Годы жизни              | Срок полномочий         | Ведомство                                       | Должность                                 | И.     |
|         | Пётр Ананьевич Красиков       | 05.10.1870 — 20.08.1939 | 21.03.1924 — 1933       | Прокуратура Верховного Суда СССР                | Прокурор Верховного суда СССР             | [ 43 ] |
|         | Иван Алексеевич Акулов        | 12.04.1888 — 30.10.1939 | 21.06.1933 — март 1935  | Прокуратура СССР                                | Прокурор СССР                             | [ 44 ] |
|         | Андрей Януарьевич Вышинский   | 10.12.1883 — 22.11.1954 | 03.03.1935 — 31.05.1939 | Прокуратура СССР                                | Прокурор СССР                             | [ 45 ] |
|         | Михаил Иванович Панкратьев    | 04.11.1901 — 23.09.1974 | 31.05.1939 — 07.08.1940 | Прокуратура СССР                                | Прокурор СССР                             | [ 46 ] |
|         | Виктор Михайлович Бочков      | 29.10.1900 — 02.08.1981 | 07.08.1940 — 13.11.1943 | Прокуратура СССР                                | Прокурор СССР                             | [ 47 ] |
|         | Константин Петрович Горшенин  | 28.05.1907 — 27.05.1978 | 13.11.1943 — 04.02.1948 | Прокуратура СССР / Генеральная Прокуратура СССР | Прокурор СССР / Генеральный Прокурор СССР | [ 48 ] |
|         | Григорий Николаевич Сафонов   | 13.10.1904 — 1972       | 04.02.1948 — 30.06.1953 | Генеральная Прокуратура СССР                    | Генеральный Прокурор СССР                 | [ 49 ] |
|         | Роман Андреевич Руденко       | 17.07.1907 — 23.01.1981 | 01.07.1953 — 23.01.1981 | Генеральная Прокуратура СССР                    | Генеральный Прокурор СССР                 | [ 50 ] |
|         | Александр Михайлович Рекунков | 27.10.1920 — 28.05.1996 | 09.02.1981 — 26.05.1988 | Генеральная Прокуратура СССР                    | Генеральный Прокурор СССР                 | [ 51 ] |
|         | Александр Яковлевич Сухарев   | 11.10.1923-07.03.2021   | 26.05.1988 — 15.10.1990 | Генеральная Прокуратура СССР                    | Генеральный Прокурор СССР                 | [ 52 ] |
|         | Николай Семёнович Трубин      | род. 23.09.1931         | 27.12.1990 — 29.01.1992 | Генеральная Прокуратура СССР                    | Генеральный Прокурор СССР                 | [ 53 ] |

## РСФСР
| Портрет | Имя                                     | Годы жизни               | Срок полномочий            | Ведомство                   | Должность                               | И.     |
|         | Дмитрий Иванович Курский                | 22.10.1874 — 20.12.1932  | 28.05.1922 — 16.01.1928    | Государственная прокуратура | Прокурор РСФСР                          | [ 54 ] |
|         | Николай Михайлович Янсон                | 24.11.1882 — 20.06.1938  | 16.01.1928 — май 1929      | Прокуратура РСФСР           | Прокурор РСФСР                          | [ 55 ] |
|         | Николай Васильевич Крыленко             | 02.05.1885 — 29.07.1938  | май 1929 — 05.05.1931      | Прокуратура РСФСР           | Прокурор РСФСР                          | [ 56 ] |
|         | Андрей Януарьевич Вышинский             | 10.12.1883 — 22.11.1954  | 11.05.1931 — 1933          | Прокуратура РСФСР           | Прокурор РСФСР                          | [ 45 ] |
|         | Владимир Александрович Антонов-Овсеенко | 09.03.1883 — 10.02.1938  | 25.05.1934 — 25.09.1936    | Прокуратура РСФСР           | Прокурор РСФСР                          | [ 57 ] |
|         | Фаина Ефимовна Нюрина                   | декабрь 1885 — 1938      | 14.11.1936 — август 1937   | Прокуратура РСФСР           | Исполняющая обязанности прокурора РСФСР | [ 58 ] |
|         | Николай Михайлович Рычков               | 20.11.1897 — 28.03.1959  | август 1937 — январь 1938  | Прокуратура РСФСР           | Прокурор РСФСР                          | [ 59 ] |
|         | Иван Терентьевич Голяков                | 06.06.1888 — 18.03.1961  | 31.01.1938 — 14.04.1938    | Прокуратура РСФСР           | Прокурор РСФСР                          | [ 60 ] |
|         | Михаил Иванович Панкратьев              | 04.11.1901 — 23.09.1974  | 20.05.1938 — 31.05.1939    | Прокуратура РСФСР           | Прокурор РСФСР                          | [ 46 ] |
|         | Анатолий Антонович Волин                | 09.07.1903 — август 2007 | 25.07.1939 — 25.08.1948    | Прокуратура РСФСР           | Прокурор РСФСР                          | [ 61 ] |
|         | Павел Владимирович Баранов              | 13.08.1905 — апрель 1988 | 31.12.1948 — 13.04.1954    | Прокуратура РСФСР           | Прокурор РСФСР                          | [ 62 ] |
|         | Алексей Андреевич Круглов               | 05.10.1907 — 1974        | 13.04.1954 — 19.08.1963    | Прокуратура РСФСР           | Прокурор РСФСР                          | [ 63 ] |
|         | Владимир Михайлович Блинов              | 19.02.1918 — 1990        | 29.11.1963 — сентябрь 1970 | Прокуратура РСФСР           | Прокурор РСФСР                          | [ 64 ] |
|         | Борис Васильевич Кравцов                | род. 28.12.1922          | 21.01.1971 — 12.04.1984    | Прокуратура РСФСР           | Прокурор РСФСР                          | [ 65 ] |
|         | Сергей Андреевич Емельянов              | 11.08.1936 — апрель 1995 | 26.06.1984 — 28.05.1990    | Прокуратура РСФСР           | Прокурор РСФСР                          | [ 66 ] |
|         | Николай Семёнович Трубин                | род. 23.09.1931          | 28.05.1990 — 11.12.1990    | Прокуратура РСФСР           | Прокурор РСФСР                          | [ 53 ] |

## Российская Федерация
В январе 1992 года вступил в силу Федеральный закон «О прокуратуре Российской Федерации», регламентирующий деятельность органов прокуратуры. В дальнейшем в Конституции Российской Федерации, принятой в 1993 году, в статье 129 был закреплен принцип единства и централизации системы органов прокуратуры.
| Портрет | Имя                           | Годы жизни             | Срок полномочий         | Ведомство                                    | Должность, чин | И.     |
|         | Валентин Георгиевич Степанков | род. 17.09.1951        | 28.02.1991 — 05.10.1993 | Генеральная прокуратура Российской Федерации | Генеральный прокурор Российской Федерации, действительный государственный советник юстиции                               | [ 68 ] |
|         | Алексей Иванович Казанник     | 26.07.1941—02.06.2019  | 05.10.1993 — 25.04.1994 | Генеральная прокуратура Российской Федерации | Генеральный прокурор Российской Федерации, государственный советник юстиции 1 класса                                     | [ 69 ] |
|         | Алексей Николаевич Ильюшенко  | 23.09.1957— 19.07.2021 | 26.02.1994 — 08.10.1995 | Генеральная прокуратура Российской Федерации | Исполняющий обязанности генерального прокурора Российской Федерации, государственный советник юстиции 1 класса           | [ 70 ] |
|         | Олег Иванович Гайданов        | род. 14.01.1945        | 08.10.1995 — 24.10.1995 | Генеральная прокуратура Российской Федерации | Временный исполняющий обязанности генерального прокурора Российской Федерации, государственный советник юстиции 2 класса | [ 71 ] |
|         | Юрий Ильич Скуратов           | род. 03.06.1952        | 24.10.1995 — 19.04.2000 | Генеральная прокуратура Российской Федерации | Генеральный прокурор Российской Федерации, действительный государственный советник юстиции                               | [ 72 ] |
|         | Владимир Васильевич Устинов   | род. 25.02.1953        | 17.05.2000 — 02.06.2006 | Генеральная прокуратура Российской Федерации | Генеральный прокурор Российской Федерации, действительный государственный советник юстиции                               | [ 73 ] |
|         | Юрий Яковлевич Чайка          | род. 21.05.1951        | 23.06.2006 — 22.01.2020 | Генеральная прокуратура Российской Федерации | Генеральный прокурор Российской Федерации, действительный государственный советник юстиции                               | [ 74 ] |
|         | Игорь Викторович Краснов      | род. 24.12.1975        | с 22.01.2020            | Генеральная прокуратура Российской Федерации | Генеральный прокурор Российской Федерации, действительный государственный советник юстиции                               |        |